# Walter Atlas
Walter Atlas byl devítiválcový vzduchem chlazený hvězdicový motor. Vznikl v roce 1930 a byl vyvinut Akciovou továrnou automobilů Josef Walter a spol. v Praze-Jinonicích.

## Vznik a vývoj
Motor byl vyvinut pod vedením technického ředitele ing. Františka Barvitia. Měl z doposud vyráběných motorů v Jinonicích největší výkon, nominální 600 k (441 kW) při 1900 ot/min a ekvivalentní výkon až 750 k (551 kW) při hmotnosti 480 kg. Svými dimenzemi vrtání a zdvihu nepatřil do žádné z doposud vyráběných řad hvězdicových motorů Walter (řady s vrtáním 105 resp. 135 mm). Generální ředitel ing. Antonín Kumpera na valné hromadě společnosti J. Walter a spol. konané v dubnu 1931 směle prohlásil, že nový motor Atlas bude největším motorem světa, chlazený vzduchem. Na jaře 1930 byl připraven pro interní, tovární zkoušky ve dvou variantách, a to buď s reduktorem anebo bez něj. Předběžně o něj byl vysloven zájem z italské strany, kde se připravovaly dva prototypy letounů, v nichž měl být motor zastaven. Walter Atlas byl dle původních předpokladů předurčen pro stíhací letouny a měl nahradit zastarávající Walter Jupiter (1927–1932).

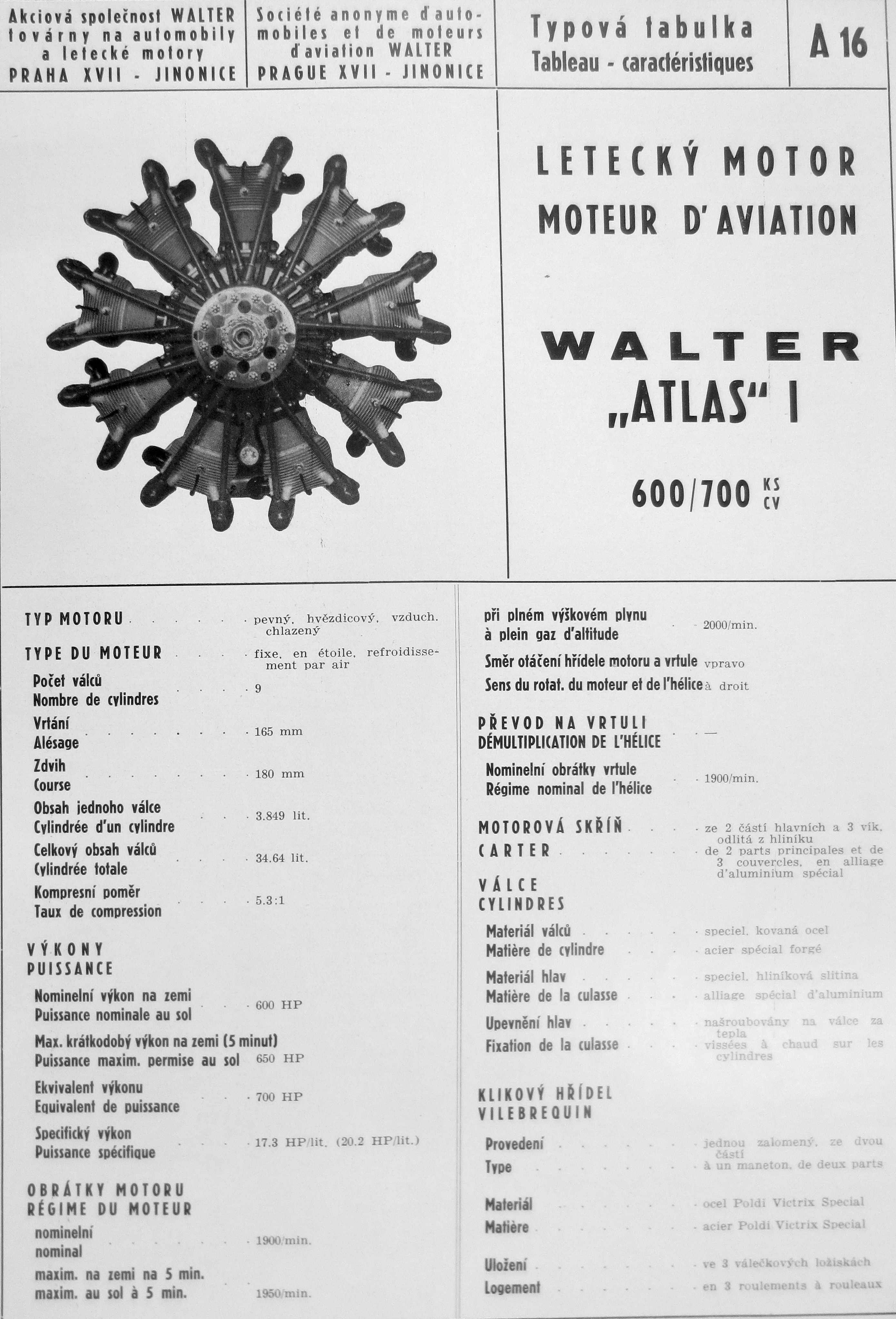
Walter Atlas I, typová tabulka, list A16/1

Světovou premiéru si tento motor odbyl od 29. listopadu do 14. prosince 1930 na aerosalonu v Paříži (XII. mezinárodní letecká výstava), kde budil díky svému výkonu zaslouženou pozornost. V květnu 1931 byl také vystaven na mezinárodní letecké výstavě ILIS ve Stockholmu společně s dalšími pěti "jinonickými" motory Vega, Venus, Mars, Regulus a Castor. Jak poznamenal britský Flight, motory vypadají pozoruhodně a získávají na popularitě. Naděje o prototypových, italských letounech se však nenaplnily. Ani žádná z československých leteckých továren o tento motor neprojevila zájem.

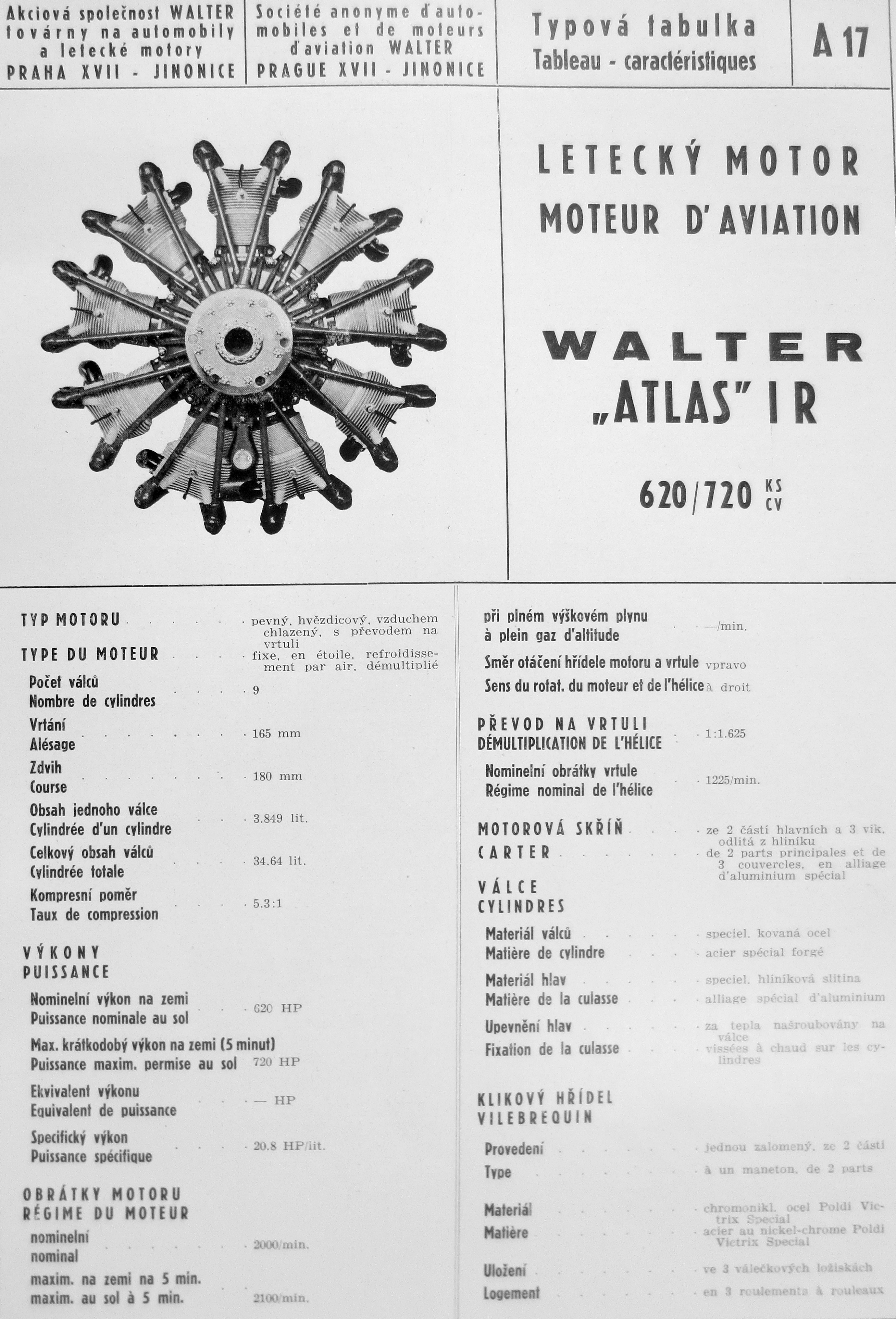
Walter Atlas I R, typová tabulka, list A17/1

## Popis
Díky své velikosti by se neobešel bez kapotáže (Townend Ring), aby byl co nejvíce snížen čelní odpor a tím i ztráta na výkonu a spotřebě paliva, která mohla činit až 25 %, s čímž v Jinonicích neměli doposud zkušenosti. Mnohem závažnějších zkušeností však bylo nabyto při továrních zkouškách na zkušebně motorů. 
Tento mohutný devítiválec byl z hvězdicových motorů Walter z hlediska zdvihového objemu (34 640 cm3 při vrtání 165 mm a zdvihu 180 mm) a i max. výkonu bezpečně největší a nejsilnější. Motor byl vyvíjen ve dvou verzích Walter Atlas I a Atlas I R. 
Walter Atlas I při kompresním poměru 5,3:1 dosahoval nominálního výkonu 441 kW/600 k při 1900 ot/min a maximálního výkonu na zemi 478 kW/650 k při 1950 ot/min. Motorová skříň se skládala ze dvou hlavních částí a tří vík, všechny části byly odlity z hliníkové slitiny. Jako materiál kovaných válců byla použita speciální ocel Poldi, hlavy válců a písty byly z hliníkové slitiny. Jednou zalomený, dvoudílný klikový hřídel byl z oceli Poldi Victrix Special a byl uložen ve 3 válečkových ložiscích. Ojnice průřezu H byly z chromniklové oceli. Pohon ventilů zabezpečoval vačkový kotouč, zvedáky a tyčinky, 2 ventily na válec.
Walter Atlas I R dosahoval při stejném kompresním poměru 5,3:1  nominálního výkonu 456 kW/620 k při 2000 ot/min a maximálního výkonu na zemi 529 kW/720 k při 2100 ot/min. Motor byl vybaven reduktorem s převodem na vrtuli 1:1,625, čímž nominální otáčky vrtule klesly na 1225 ot/min. Hmotnost kompletního motoru s nábojem vrtule a příslušenstvím vzrostla na 540 kg a délka motoru se prodloužila na 1666 mm. Oba motory byly startovány spouštěčem na stlačený vzduch Viet Eclipse G11 a používaly tehdy obvyklé palivo: směs benzín-benzol 1:1.
Snaha dostat se zvětšováním zdvihového objemu válců k co největším výkonům touto cestou nebyla úspěšná. Byla zde již překročena rozumná mez, a to ve svém důsledku přineslo nepředvídané a prakticky neřešitelné těžkosti z hlediska chlazení, chodu a obsluhy. Z těchto důvodů nebyl vývoj motoru Atlas dokončen a koncem roku 1931 byl zcela zrušen.
Snahu o výrobu motorů s co největším výkonem pak vyřešili v jinonické továrně nákupem licencí, podle nichž byly vyráběny motory Walter Merkur (1931–1939), Walter Mistral K 14 (1931–1938)  a později Walter Pegas (1933–1939) a Walter Mars 14 M (1937–1940).

## Specifikace
Údaje motor Atlas I dle 

### Technické údaje
- Typ: devítiválcový, vzduchem chlazený hvězdicový motor
- Vrtání: 165 mm
- Zdvih: 180 mm
- Objem válců: 34 640 cm3
- Max. průměr: 1470 mm
- Délka motoru: 1333 mm
- Hmotnost s vrtulovým nábojem: 480 kg
- Kompresní poměr: 5,3:1

### Součásti
- Rozvodový systém: OHV, 2 ventily (sací a výfukový) na válec
- Plnění válců: kompresor
- Příprava palivové směsi: karburátor Zénith 75 DJ 656
- Zapalování: 2 magnety Scintilla GN9-DA
- Chladicí soustava: chlazení vzduchem
- Mazání: pod tlakem se suchou skříní, 2 čerpadla, nominální tlak oleje 2,5–4,5 kg/cm2
- Spotřeba paliva: 235 g·h−1·k−1 / 299 g·h−1·kW−1
- Spotřeba oleje: 15–20 g·h−1·k−1 / 20–27 g·h−1·kW−1

### Výkony
- Nominální výkon: 600 k/441 kW při 1900 ot/min
- Maximální výkon: 650 k/478 kW při 1950 ot/min
- Specifická hmotnost: 0,8 kg/k, 1,1 kg/kW
- Specifická výkonnost: 17,3 k/l, 12,7 kW/l